# Lycaena posteroalba
Lycaena posteroalba är en fjärilsart som beskrevs av Tutt 1906. Lycaena posteroalba ingår i släktet Lycaena och familjen juvelvingar. Inga underarter finns listade i Catalogue of Life.